# Кос и нос (песма)
Кос и нос је дечија песма која се налази у збирци дечије књижевности Детињство, познате српске песникиње Десанке Максимовић.

## Анализа песме
Један се кос хвалио да има најлепши нос од свих птица. Чула је то рода, па је рекла да је њен нос лепши јер сваки добар нос мора бити велик ко штап. Чуо је то орао, па рекао да нос треба бити ко кука. Детлић је чуо њега и рекао да нос треба бити оштар попут детла. Канаринац каже да прави нос треба бити жут, а гавран на то каже да је нос најлепши кад је црн. Све је то чуо кос, па заплакао и сакрио свој малени нос.

## О песникињи
Десанка Максимовић је српска песникиња, приповедач, романсијер, писац за децу, академик Српске академије наука и уметности, повремено преводилац, најчешће поезије с руског, словеначког, бугарског и француског језика.
Писала је песме о детињству, љубави, завичају, природи, животу, пролазности, па и смрти.
Осим њених значајних песмама за младе и одрасле, Десанка Максимови значајна је песникиња за децу. Као и остале песме, и дечије песме обилују прекрасним песничким сликама, богате су стилским фигурама и свака носи лепу поуку. Деца једнако уживају у поезији ове песникиње као и одрасли, наравно, читајући о темема које су им примереније и које могу да разумију. Управо такве песме налазе се у њеној збирци дечје књижевности „Детињство“.